# Smithson (Mondkrater)
Smithson ist ein kleiner, schüsselförmiger Einschlagkrater am Ostrand der Mondvorderseite nahe dem nordöstlichen Rand in der Ebene des Mare Fecunditatis, südwestlich des Kraters Apollonius.
Der Krater wurde 1976 von der IAU nach dem britischen Mineralogen und Chemiker James Smithson offiziell benannt. Zuvor wurde er als Taruntius N bezeichnet.